# 森川家住宅
森川家住宅（もりかわけじゅうたく）は、愛知県一宮市大和町苅安賀字北川田1159にある邸宅。登録有形文化財。巡見街道に面している。

## 歴史

### 主屋の竣工とその後
森川家は安土桃山時代から続く名家である。尾張国中島郡苅安賀村（現・愛知県一宮市）における地主であり、天保年間から明治末期には酒造業を営んでいた。
安政2年（1855年）に主屋が建てられ、1869年（明治2年）に改修された。1891年（明治24年）10月28日に発生した濃尾地震や1959年（昭和34年）9月に襲来した伊勢湾台風では被害を受け、かつてあった何棟かの土蔵は失われた。

### 森川勘一郎
21代当主の森川勘一郎は如春庵という号を持ち、明治後期から昭和にかけての中京地区を代表する茶人とされる。
かつては敷地内に茶室の舒嘯庵（じょじょうあん）と如春庵（にょしゅんあん）があったが、1994年（平成6年）には舒嘯庵が江南市宮田町に移築され、江南市指定文化財に指定された。1993年（平成5年）には如春庵が名古屋市緑区の加藤振次邸に移築され、2024年（令和6年）には森川如春庵田舎家として名古屋市の覚王山日泰寺に移築された。如春庵という席名は沢庵和尚の掛け軸「如春」から取られている。
森川勘一郎は晩年に茶道具や美術品の森川コレクションを名古屋城に寄贈し、2006年（平成18年）には名古屋市博物館に移管されている。

### 近年の動向
2008年（平成20年）7月8日、主屋、書院、土蔵が登録有形文化財に登録された。
一宮市は将棋が盛んな土地とされる。2006年（平成18年）には森川家に日本将棋連盟尾張一宮如春庵支部が設立され、同年6月15日には指し染め式が催された。2009年（平成21年）10月6日には石橋幸緒女流王位に清水市代女流2冠が挑む女流王位戦第一局の会場となった。2010年（平成22年）3月21日には森川家住宅において、一宮市出身初のプロ棋士である豊島将之五段にうぐいす色の着物が贈呈された。
2012年（平成24年）、東郷平八郎直筆の書が森川家住宅で発見された。第一次世界大戦勃発後の1915年（大正4年）、日露戦争で連合艦隊司令長官を務めた東郷が名古屋株式取引所の高橋彦次郎理事長に贈ったものである。

## 建築
- 主屋 - 木造つし2階建、瓦葺[2]。建築面積171㎡[2]。安政2年（1855年）竣工、1869年（明治2年）改修[2]。正面には出格子を有する[7]。
- 書院 - 木造平屋建、瓦葺[2]。建築面積88㎡[2]。1902年（明治35年）頃竣工[2]。
- 土蔵 - 土蔵造2階建、瓦葺[2]。建築面積51㎡[2]。昭和初期竣工[2]。外壁は白漆喰仕上げである[7]。

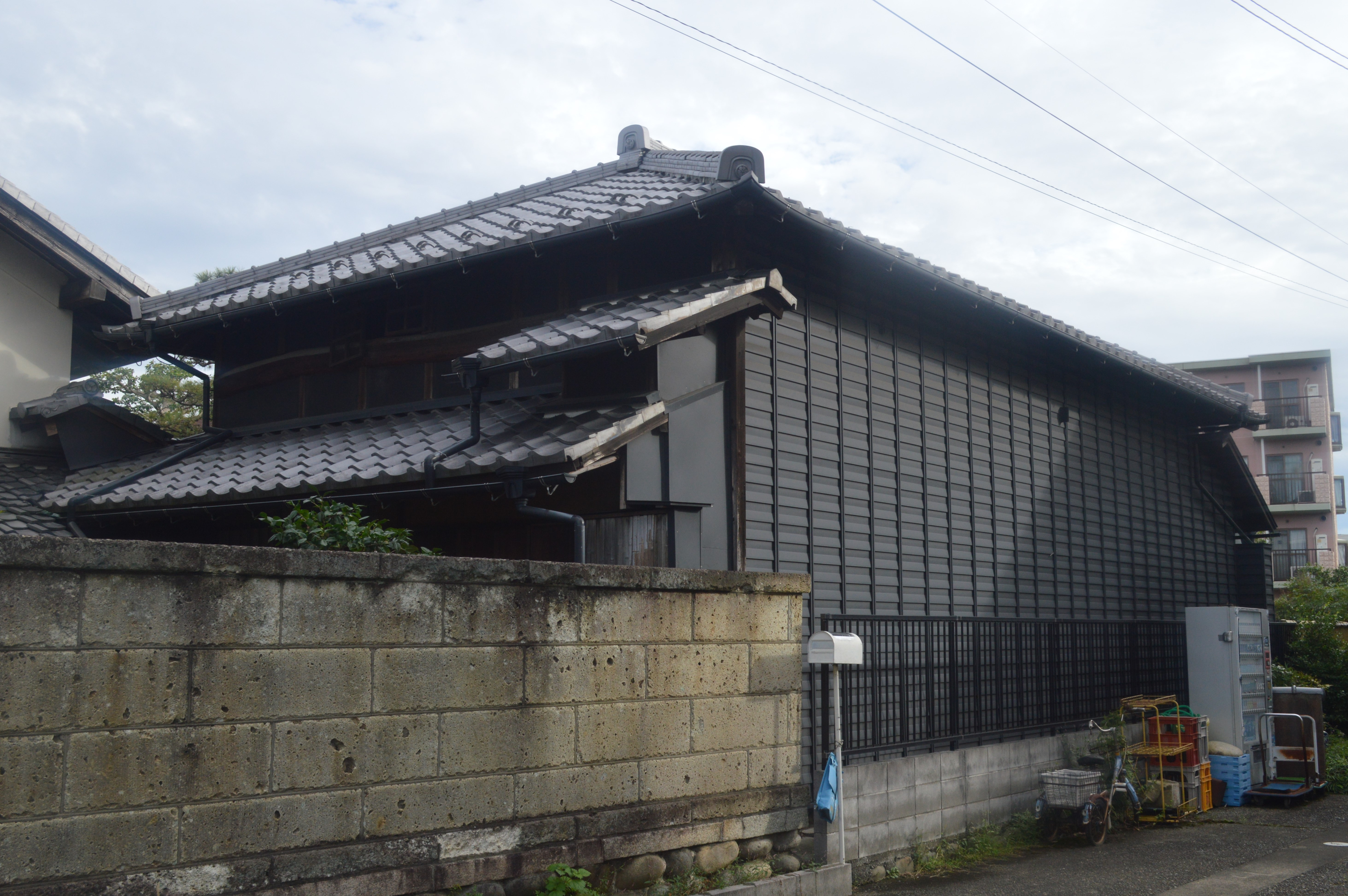
書院
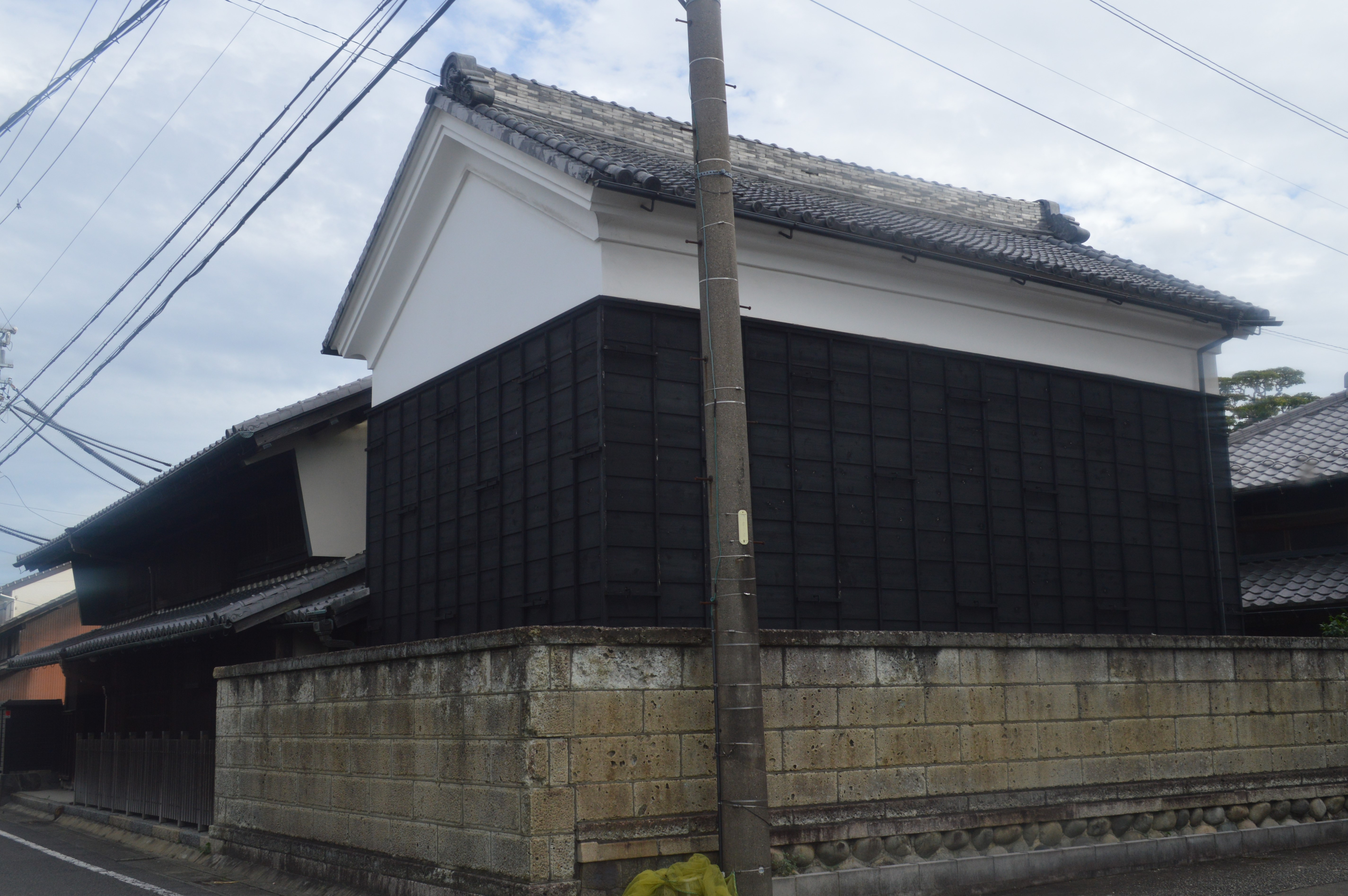
土蔵